# Plunderstraße
Die Plunderstraße, nach 1611 als Königsweg bezeichnet,  war ein alter Handelsweg, der von Böhmen über die Oberlausitz in das Meißner Hochland führte.

## Verlauf
Der Königsweg führte auf sächsischer Seite durch Waltersdorf, überquerte westlich von Neuschönau die Lausur und führte am südwestlichen Fuß des Finkenhübels wieder nach Karlsdorf in Böhmen. Dort mied der Weg das Mandautal und führte an Alt Warnsdorf vorbei nach Halbendorf in Sachsen. Dort führt der Weg südlich an Seifhennersdorf vorbei, wo er sich mit der Holzstraße kreuzt, wieder auf böhmisches Gebiet nach Rumburg.

## Geschichte
Der Weg über den Waltersdorfer Pass wurde seit dem Mittelalter als Handelsverbindung zwischen Böhmen und Sachsen genutzt. Im Jahre 1419 untersagte König Wenzel den Kaufleuten die Benutzung der Plunderstraße und verordnete den Weg über die Gabler Straße. Sein Nachfolger Sigismund erneuerte 1422 das Verbot, da auf diesem Wege den Hussiten Verpflegung zugeführt wurde.
Das Verbot wurde jedoch weitgehend ignoriert. Zum einen benutzten nordböhmische Adlige während der hussitischen Nachfehden gegen den Sechsstädtebund die Plunderstraße, andererseits reisten auf diesem Wege Kaufleute, die den Zoll in Zittau zu umgehen suchten, in die Oberlausitz. Wegen der Nutzung als Hauptpaschweg, entstand auch der Name "Plunderweg".
Nachdem König Matthias 1611 über die verbotene Straße nach Bautzen gezogen war, erhielt sie den Namen "Königsweg".
Der "Königsweg" galt bis zum Inkrafttreten der Bestimmungen des Deutschen Zollvereins im Jahre 1834 als Offene Landstraße zwischen Rumburg und Warnsdorf. 